# Sebastian Pille
→Sebastian Pille (* 13. Februar 1980 in Gronau, Nordrhein-Westfalen) ist ein deutscher Komponist.

## Leben
Sebastian Pille begann im Alter von sechs Jahren mit dem Klavierspiel. Seitdem er 13 ist, spielt er Gitarre. Noch während seiner Schulzeit studierte er Musiktheorie bei dem Komponisten Klaus Rudolf. Nach seinem Abitur, seinem Zivildienst, Ausbildung und einigen Praktika studierte er ab dem Wintersemester 2003 an der Hochschule für Musik und Theater München Filmkomposition bei Professor Enjott Schneider, Dieter Schleip und Ulrich Reuter. Seit seinem Studienabschluss im Sommer 2007 ist er nicht nur als freier Komponist tätig, sondern auch als Dozent an derselben Hochschule.
Seit 2011 schreibt Sebastian Pille die Musik für die Reihe Unter Verdacht mit Senta Berger. Zur Ausstrahlung des Zweiteilers Grzimek (Regie: Roland Suso Richter) erschien bei Spiegel Online ein Artikel und Video-Bericht über ihn und den Beruf des Filmkomponisten.
Zu seinen Kinoarbeiten zählen unter anderem die Greenpeace-Dokumentation Jagdzeit – Den Walfängern auf der Spur, die Literaturverfilmung Der Geschmack von Apfelkernen und der Familienfilm  Voll und ganz und mittendrin (Run and Jump) von Regisseurin Steph Green.
Für die Tragikomödie About a Girl war er als Music Supervisor und Songwriter tätig und produzierte das Soundtrack-Album. 
Für die Musik zum Kinofilm Im Labyrinth des Schweigens wurde Pille 2015 zusammen mit Niki Reiser in der Kategorie „Beste Filmmusik“ für den Deutschen Filmpreis nominiert.
Anschließend schrieb er die Musik zum Kinofilm Das Tagebuch der Anne Frank von Regisseur Hans Steinbichler.
2017 wurde Sebastian Pille für seine Arbeit an Eine unerhörte Frau in der Kategorie "Beste Musik im Film" für den deutschen Filmmusikpreis nominiert.

## Filmografie (Auswahl)
- 2007: Der rote Teppich (Dokumentarfilm)
- 2007: Mit sechzehn bin ich weg
- 2009: Die Stimme des Adlers
- 2009: Die Unbedingten
- 2009: Jagdzeit – Den Walfängern auf der Spur
- ab 2010: Tatort (Fernsehreihe)
  - 2010:  Nie wieder frei sein
  - 2011:  Jagdzeit
  - 2013:  Allmächtig
  - 2014:  Großer schwarzer Vogel
  - 2017: Tatort: Der Tod ist unser ganzes Leben
  - 2020:  Unklare Lage
  - 2023:  Was ihr nicht seht
- 2010: Wie Matrosen
- 2011: Mein eigen Fleisch und Blut
- 2011–2019: Unter Verdacht (13 × 90 Min.)
  - 2011: Die elegante Lösung
  - 2011: Persönliche Sicherheiten
  - 2012: Das Blut der Erde
  - 2013: Ohne Vergebung
  - 2013: Türkische Früchtchen
  - 2014: Mutterseelenallein
  - 2015: Grauzone
  - 2015: Ein Richter
  - 2016: Betongold
  - 2017: Verlorene Sicherheit
  - 2017: Die Guten und die Bösen
  - 2018: Verschlusssache
  - 2019: Evas letzter Gang
- 2012: Der Klügere zieht aus
- 2012: Obendrüber, da schneit es
- ab 2013: Polizeiruf 110 (Fernsehreihe)
  - 2013:  Fischerkrieg
  - 2019:  Heimatliebe
  - 2021:  Monstermutter
  - 2023:  Der Gott des Bankrotts
  - 2024: Schweine
- 2013: Der Geschmack von Apfelkernen
- 2013: Voll und ganz und mittendrin (Run and Jump)
- 2014: Die Mütter-Mafia
- 2014: Im Labyrinth des Schweigens
- 2015: About a Girl
- 2015: Grzimek
- 2015: Der verlorene Bruder
- 2016: Das Tagebuch der Anne Frank
- 2016: Eine unerhörte Frau
- 2017: Der Tod und das Mädchen – Van Leeuwens dritter Fall
- 2018: Passagier 23 – Verschwunden auf hoher See
- 2018: Gefangen – Der Fall K. (Fernsehfilm)
- 2019: Weil du mir gehörst
- 2021: Wo ist die Liebe hin